# Sargus bagosas
Sargus bagosas är en tvåvingeart som beskrevs av Walker 1849. Sargus bagosas ingår i släktet Sargus och familjen vapenflugor.
Artens utbredningsområde är Jamaica. Inga underarter finns listade i Catalogue of Life.